# Oeyreluy
Oeyreluy är en kommun i departementet Landes i regionen Nouvelle-Aquitaine i sydvästra Frankrike. Kommunen ligger i kantonen Dax-Sud som tillhör arrondissementet Dax. År 2022 hade Oeyreluy 1 498 invånare.

## Befolkningsutveckling
Antalet invånare i kommunen Oeyreluy
Referens:INSEE